# Mouriri exadenia
Mouriri exadenia är en tvåhjärtbladig växtart som beskrevs av Thomas Morley. Mouriri exadenia ingår i släktet Mouriri och familjen Melastomataceae. Inga underarter finns listade i Catalogue of Life.